# 평창군 (선거구)
평창군은 대한민국의 옛 국회의원 선거구이다. 당시 강원도 평창군 지역을 관할했다.

## 역사
제헌 국회의원 선거를 앞두고 평창군 전 지역을 관할하는 선거구로 신설되었다.
제6대 국회의원 선거를 앞두고 횡성군 선거구와 통합되면서 횡성군·평창군 선거구를 이루게 됨에 따라 폐지되었다.

## 역대 국회의원
| 선거   | 정당 | 정당               | 의원   |
| ------ | ---- | ------------------ | ------ |
| 1948년 |      | 대한독립촉성국민회 | 황호현 |
| 1950년 |      | 대한독립촉성국민회 | 이종욱 |
| 1954년 |      | 자유당             | 이형진 |
| 1958년 |      | 무소속             | 황호현 |
| 1960년 |      | 무소속             | 장춘근 |

## 역대 선거 결과

### 대한민국 제헌 국회의원 선거
|  | 59.16% |

|  | 17.70% |

|  | 12.34% |

|  | 10.79% |

### 대한민국 제2대 국회의원 선거
|  | 35.85% |

|  | 19.69% |

|  | 16.66% |

|  | 7.98% |

|  | 7.41% |

|  | 6.67% |

|  | 5.70% |

### 대한민국 제3대 국회의원 선거
|  | 47.63% |

|  | 35.56% |

|  | 8.00% |

|  | 5.80% |

|  | 2.99% |

### 대한민국 제4대 국회의원 선거
|  | 45.07% |

|  | 35.33% |

|  | 8.05% |

|  | 7.14% |

|  | 4.38% |

### 대한민국 제5대 국회의원 선거
|  | 25.49% |

|  | 23.53% |

|  | 12.97% |

|  | 12.43% |

|  | 10.44% |

|  | 9.53% |

|  | 5.58% |